# Сан Антонито (округ Сокоро, Њу Мексико)
Сан Антонито (енгл. San Antonito, Socorro County) насељено је место без административног статуса у америчкој савезној држави Њу Мексико.

## Демографија
По попису из 2010. године број становника је 94.
| Група             | 2000.    | 2010.      |
| Белци             | 0 (0,0%) | 35 (37,2%) |
| Афроамериканци    | 0 (0,0%) | 1 (1,1%)   |
| Азијати           | 0 (0,0%) | 1 (1,1%)   |
| Хиспаноамериканци | 0 (0,0%) | 45 (47,9%) |
| Укупно            | 0        | 94         |